# バート・ベルネック・イム・フィヒテルゲビルゲ
バート・ベルネック・イム・フィヒテルゲベルゲ（ドイツ語: Bad Berneck im Fichtelgebirge、公式表記は Bad Berneck i.Fichtelgebirge と表記する）は、ドイツ連邦共和国バイエルン州オーバーフランケン行政管区のバイロイト郡に属する市。バート・ベルネックは、クナイプ式薬湯と空気の清浄な保養地として知られる。

## 地理
バート・ベルネックはフィヒテル山地の西端、エルシュニッツ川の渓谷に位置する。エルシュニッツ川は旧市街を下ったところで白マイン川に合流する。海抜624mのマインベルク山と海抜598mのヴォルフェンベルク山が市内で最も高い場所である。隣接する市町村は、以下の通り（時計回り）。ゲフレース、ゴルトクローナハ、ビントラハ、ヒンメルクロン、マルクトショルガスト。郡庁所在地のバイロイトは、バート・ベルネックから約13km離れている。

### 市の構成
本市は、公式には38の地区 (Ort) からなる。このうち小集落や孤立農場などを除く集落を以下に列記する。
| - バート・ベルネック・イム・フィヒテルゲビルゲ - ベルンロイト - エッシャーリヒ - フェルマー - ゲゼース - ゴルトミュール - ハイナースロイト | - ホーエンクノーデン - ネントマンスロイト - ノイドルフ - シュメルツ - フォルダーレーレンホーフ - ヴァッサークノーデン |

## 歴史
1177年に、ベルネックの城に関して初めて言及されている。町に関して文献上初めて言及されるのは1357年11月18日である。この町は1341年以降ホーエンツォレルン家のニュルンベルク城伯で後のブランデンブルク＝バイロイト辺境伯の所領になった。1792年から組み込まれたプロイセン王国バイロイト侯領のアムトは、1807年のティルジットの和約によってフランスの管理下に置かれ、1810年にバイエルン王国領となった。バイエルンでは、ベルネックにまず地方裁判所が、後に管区庁がおかれた。1929年10月1日にベルネック管区庁は廃止された。管区庁に属した地域は、近隣のバイロイト、クルムバッハ、ミュンヒベルクの各管区庁に編入された。このうち一番大きな部分を編入したのが、バイロイト管区庁であった。

## 文化と見所

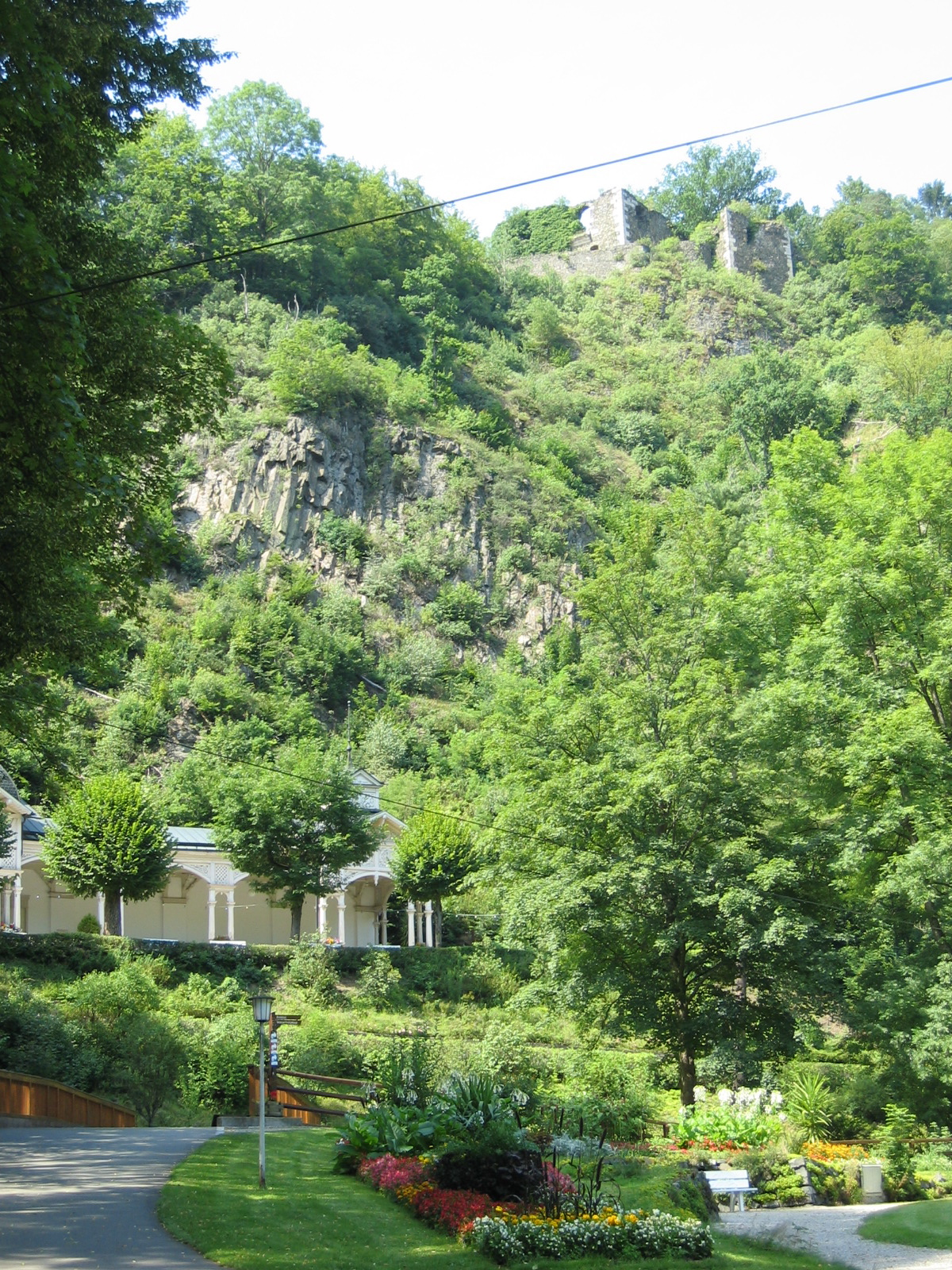
クアパーク。木立の奥の白い建物がコロナード。山上がヴァルポーテン城址

- ヴァルポーテン城址（ホーエンベルネック城あるいはノイヴァレンローデ城）とマリエンカペレ
- 樹木園: 世界中の樹木を集める
- 歴史的な木組み建築のあるマルクト広場
- コロナードのあるクアパーク

## 経済と社会資本
バート・ベルネックは連邦道路B2（ホーフ – バイロイト）とB303（クローナハ – ヘプ）との交差点に位置している。バート・ベルネック/ヒンメルクロン・インターチェンジ（約5km）からアウトバーン・ネットワーク（連邦アウトバーンA9およびA70）も利用可能である。最寄りの鉄道駅は、隣接自治体のマルクトショルガストとビントラハにある。バート・ベルネックは1857年以降、温泉保養地であり、また最初の乳清リゾート、エア・リゾートである。さらに1930年からはクナイプ式温泉、1950年からはクナイプ式薬湯にも指定されている。

## 出身者
- カール・ツィンメラー (1926-2001)、ドイツの国家学者、社会学者、経済学者、企業家

## 引用
1. ↑  https://www.statistikdaten.bayern.de/genesis/online?operation=result&code=12411-003r&leerzeilen=false&language=de Genesis-Online-Datenbank des Bayerischen Landesamtes für Statistik Tabelle 12411-003r Fortschreibung des Bevölkerungsstandes: Gemeinden, Stichtag (Einwohnerzahlen auf Grundlage des Zensus 2011)
2. ↑  Bayerische Landesbibliothek Online